# Айтиева, Нурлы Тельмановна
Нурлы Тельмановна Айтиева (каз. Нұрлы Тельманқызы Әйтиева род. 20 июня 1954; Гурьев, Казахская ССР) — общественный деятель, кандидат геолого-минералогических наук (1985), профессор (2000). академик Академии минеральных ресурсов РК (с 2002).

## Биография
Нурлы Тельмановна Айтиева каз. Нұрлы Тельманқызы Әйтиева Родился 20 июня 1954 года в г. Гурьеве (ныне г. Атырау).
В 1976 году окончила Казахский политехнический институт им. В.И.Ленина по специальности «Геология и разведка нефтяных и газовых месторождений», получив квалификацию горный инженер-геолог.
В 2002 году окончила Казахстанский институт менеджмента, экономики и прогнозирования по специальности юрист.
кандидат геолого-минералогических наук, тема диссертации: «Геологическое развитие и условия формирования Астраханской и Каратон-Тенгизской зон нефтегазонакопления» (1985).

## Трудовая деятельность
С 1976 по 1986 годы — Инженер, старший инженер, младший, старший научный сотрудник, заведующий лабораторией Казахский научно-исследовательский геологоразведочный нефтяной институт.
С 1986 по 1993 годы — Преподаватель, старший преподаватель, заместитель директора Гурьевского (Атырауского) филиала Каз ПТИ.
С 1993 по 2002 годы — Проректор, заведующий кафедрой геологии нефти и газа Атырауского института нефти и газа.
С 2003 года по настоящее время — Директор Атырауского колледжа бизнеса и права.
С 2004 года по настоящее время — Председатель Атырауского филиала Ассоциации деловых женщин Казахстана, член Общественного совета по борьбе с коррупцией Атырауского филиала партии «Нур Отан».

## Выборные должности, депутатство
С 24 марта 2016 года по настоящее время — Депутат Атырауского областного маслихата.

## Награды
- 1985 — Орден «Знак Почёта» (СССР)
- 1999 — Медаль «Қазақстан мұнайына 100 жыл»
- 2000 — Почётная грамота Министерства образования и науки Республики Казахстан
- 2004 — Нагрудный знак «Отличник разведки недр Республики Казахстан»
- 2004 — Нагрудный знак «Ыбырай Алтынсарин» (МОН РК)
- 2004 — Нагрудный знак «Отличник образования Республики Казахстана»
- 2008 — Нагрудный знак  «Почётный работник образования Республики Казахстан»
- 2011 — Указом Президента Республики Казахстан награждена орденом «Курмет»[1]
- Награждена Почетной грамотой Президента Республики Казахстан.
- Награждена несколькими государственными и правительственными медалями РК.
- Учёное звание
- 1985 — кандидат геолого-минералогических наук
- 1997 — Доцент
- 2000 — Профессор
- 2002 — Академик Академии минеральных ресурсов РК.